# Áreas protegidas de Seychelles

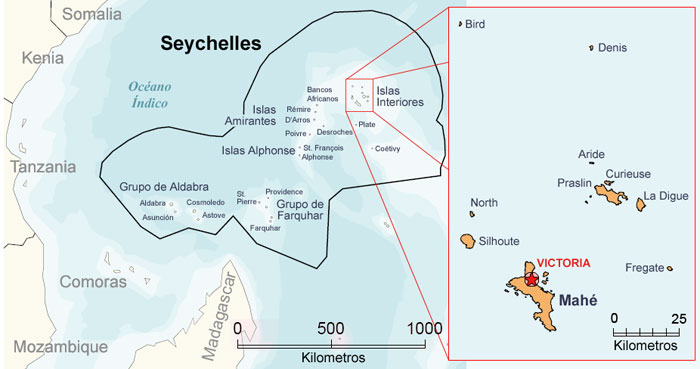
Islas principales y grupos de islas de las Seychelles

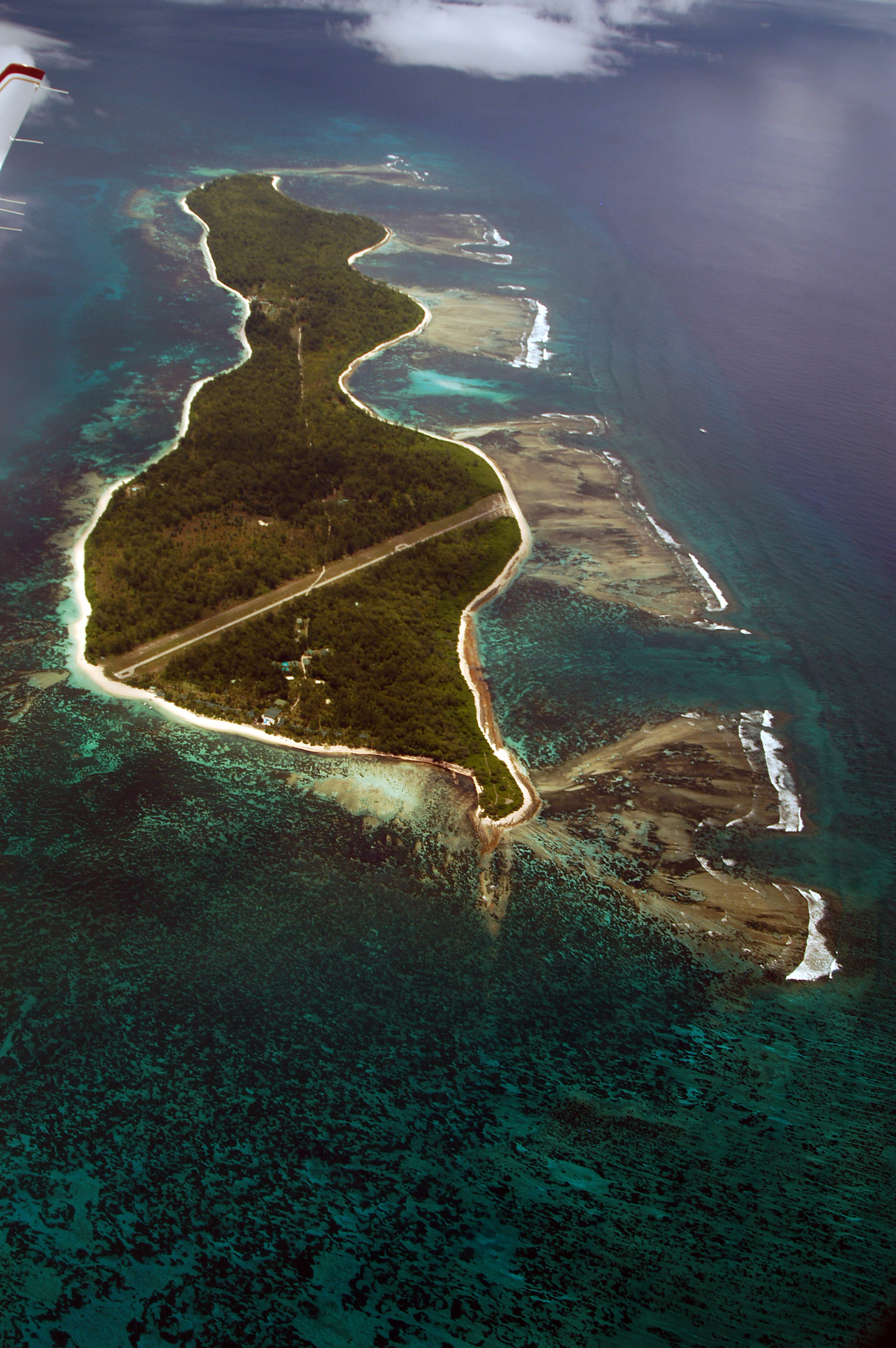
Desroches, isla principal de las Islas Amirante

Según la IUCN, en las Seychelles hay 51 áreas protegidas que cubren 300 km² de tierra firme, el 61.52 % de los 487 km² de las islas, sin embargo, la superficie marina es enorme, y están protegidos 439.997 km², el 32,82 % del total que pertenece al país, que es de 1.340.839 km². De los siete tipos de designación, 9 son reservas naturales, 4 son parques nacionales, 11 son parques nacionales marinos, 8 son reservas especiales, 4 son reservas Shell, 8 son áreas de excepcional belleza natural y 1 es una zona protegida sin más. Además, hay 2 sitios patrimonio de la humanidad y 4 sitios Ramsar.
En las islas hay 20 IBAs (Áreas importantes para la conservación de las aves), con una extensión total de 1401 km², que albergan 95 especies, de las que 13 están globalmente amenazadas y 15 son endémicas. Toda la zona se considera EBA (Área de aves endémicas), con dos ecosistemas, el matorral xerófilo de las islas Aldabra (160 km²) y la selva de las Seychelles graníticas, (240 km²) que cubre el resto de las islas.

## Islas exteriores
En las Seychelles hay tres islas principales, Mahé, Praslin y La Digue, las más densamente pobladas, que forman parte de las 42 islas interiores, y 72 islas Exteriores formadas por islas coralinas, atolones y arrecifes de coral. En estas últimas habitan un 2 % de los 90.000 habitantes de Seychelles y son las más necesitadas de protección. Algunas islas, como el grupo Alphonse, Desroches, Poivre, Farquar y los atolones privados D'Arros y Saint Joseph se encuentran a entre 230 y 1150 km de la isla principal de Mahé.

## Parques nacionales

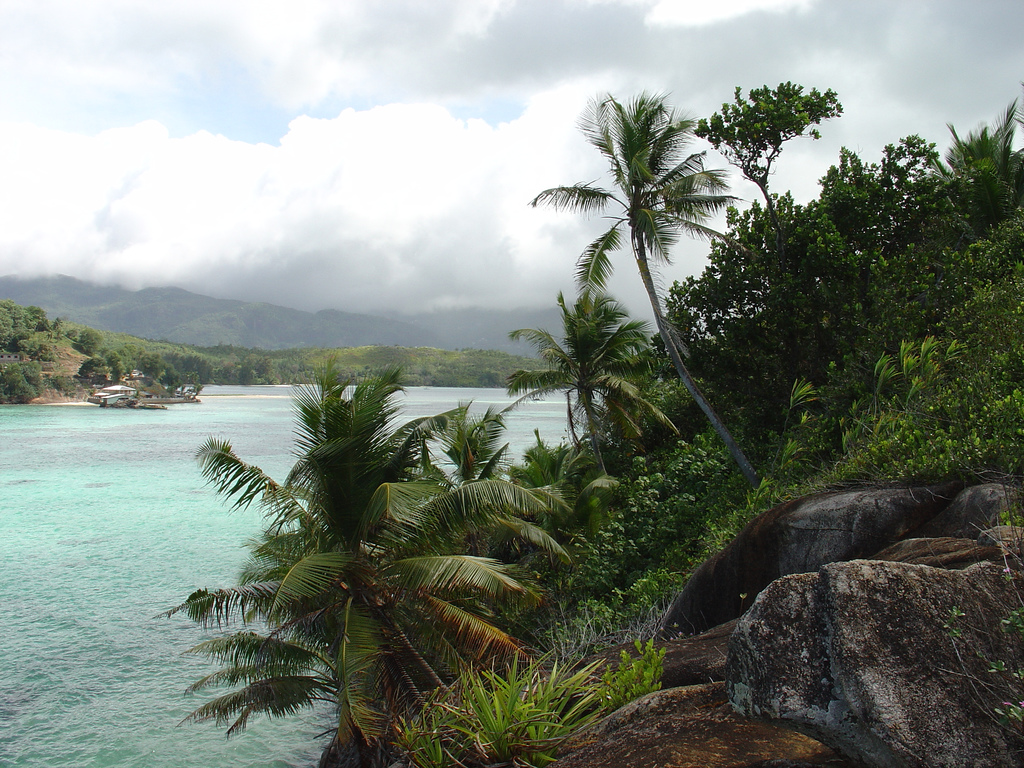
Isla Moyenne o Media

- Parque nacional de Morne Seychellois, 31,29 km², en la isla de Mahé.

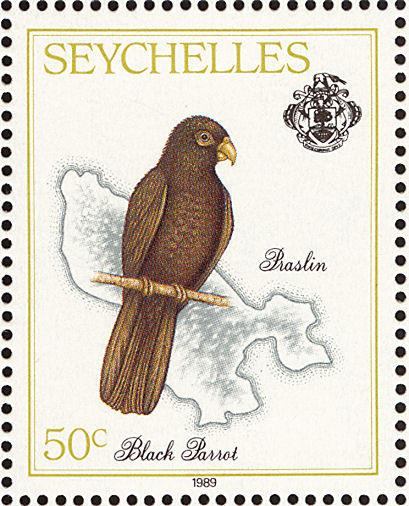
El loro negro de las Seychelles es el pájaro nacional.

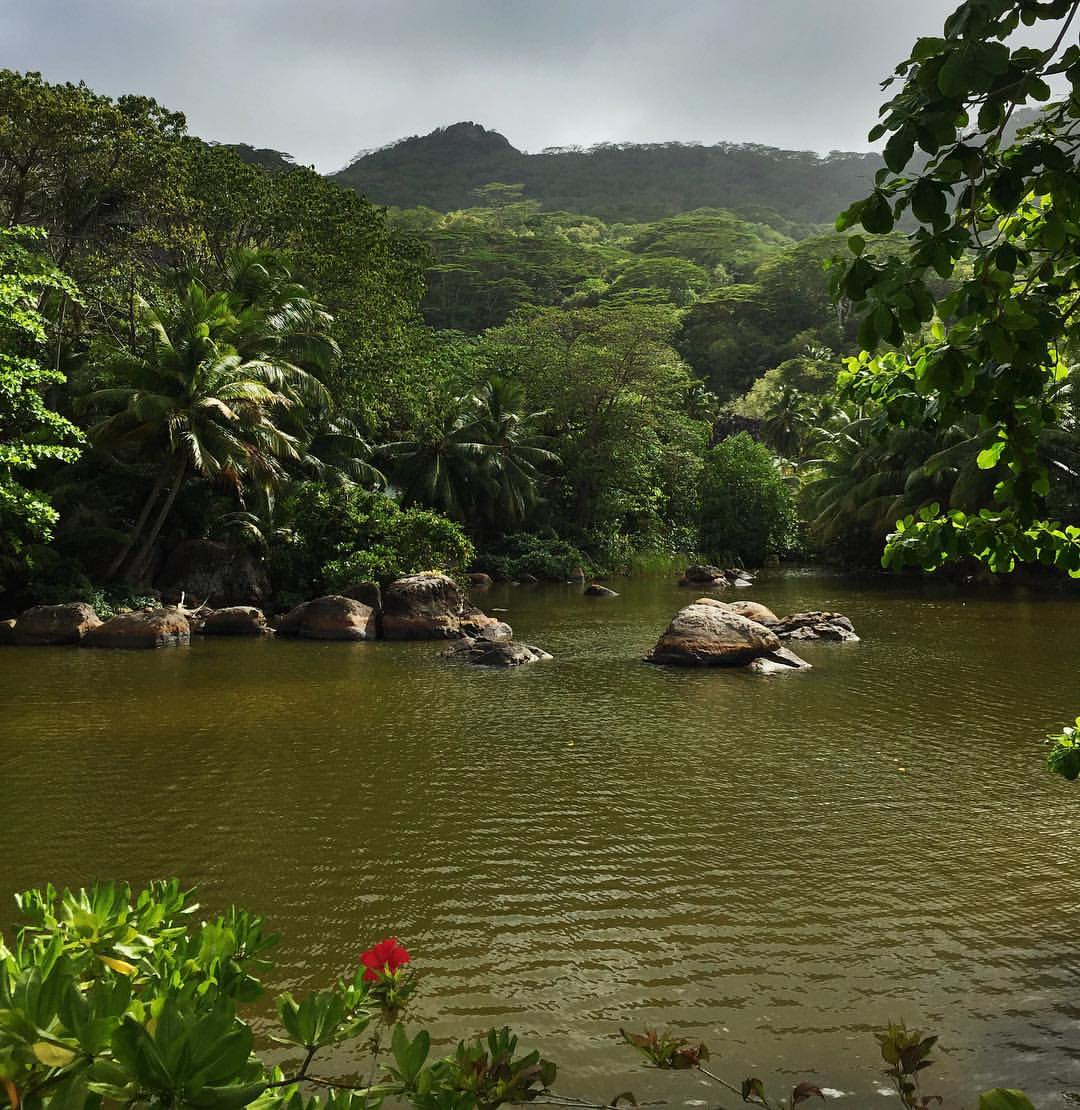
Isla de Silhouette

- Parque nacional de Praslin, 3,25 km², en la isla de Praslin, en el Valle de Mai, donde se halla un magnífico bosque de palma de 330 ha dominado por el coco de mar, la palmera que produce la mayor semilla del mundo, de hasta 20 kilos, y otras cinco palmeras endémicas de Seychelles, entre ellas Verschaffeltia splendida, Deckenia nobilis y Phoenicophorium borsigianum, además de otras endémicas como Secamone schimperianus y Drypetes riseleyi. El parque forma parte de un IBA (Área de importancia para las aves) que va desde el nivel del mar hasta la zona más alta de la isla de Praslin (367 m), al sur de la misma. Hay numerosos arroyos y pequeñas cascadas, con alguna plantación de caoba de Honduras, zonas de matorrales, roquedos y cuevas. El IBA es importante para el loro negro de Seychelles, el ave nacional de Seychelles. También se encuentra la salangana de Seychelles y otras aves endémicas como Alectroenas pulcherrima, Hypsipetes crassirostris y Nectarinia dussumieri. También hay ranas, geckos, escíncidos y serpientes.[6]

- Parque nacional de la isla Moyenne, 0,09 km², en la isla Moyenne.

- Parque nacional de Silhouette, 19,89 km², en la isla de Silhouette, a 20 km al noroeste de Mahé en Seychelles. Es la tercera isla más grande de Seychelles. Tiene un área de 20 km² y 135 habitantes. La isla es montañosa, con cinco picos de más de 500 metros de altitud; Mont Dauban (740 m), Mont-Pot-a-Eau (621 m), Gratte Fesse (515 m), Mont Corgat (502 m) y Mont Cocos Marrons (500 m). La isla tiene un gran área de bosque primitivo, donde crían los murciélagos de las Seychelles. Es, además, un área importante para las aves y es considerada por la Alianza para la Extinción Cero  como un sitio importante para la supervivencia de especies en peligro. El Nature Protection Trust of Seychelles, encargado de la conservación en las islas, tiene un centro de crianza para tortugas gigantes de Seychelles y tortugas gigantes de Arnold. En diciembre de 2006, esta última especie fue reintroducida en el medio natural. Está rodeada por el Parque nacional marino de Silhouette.

### Parques nacionales marinos

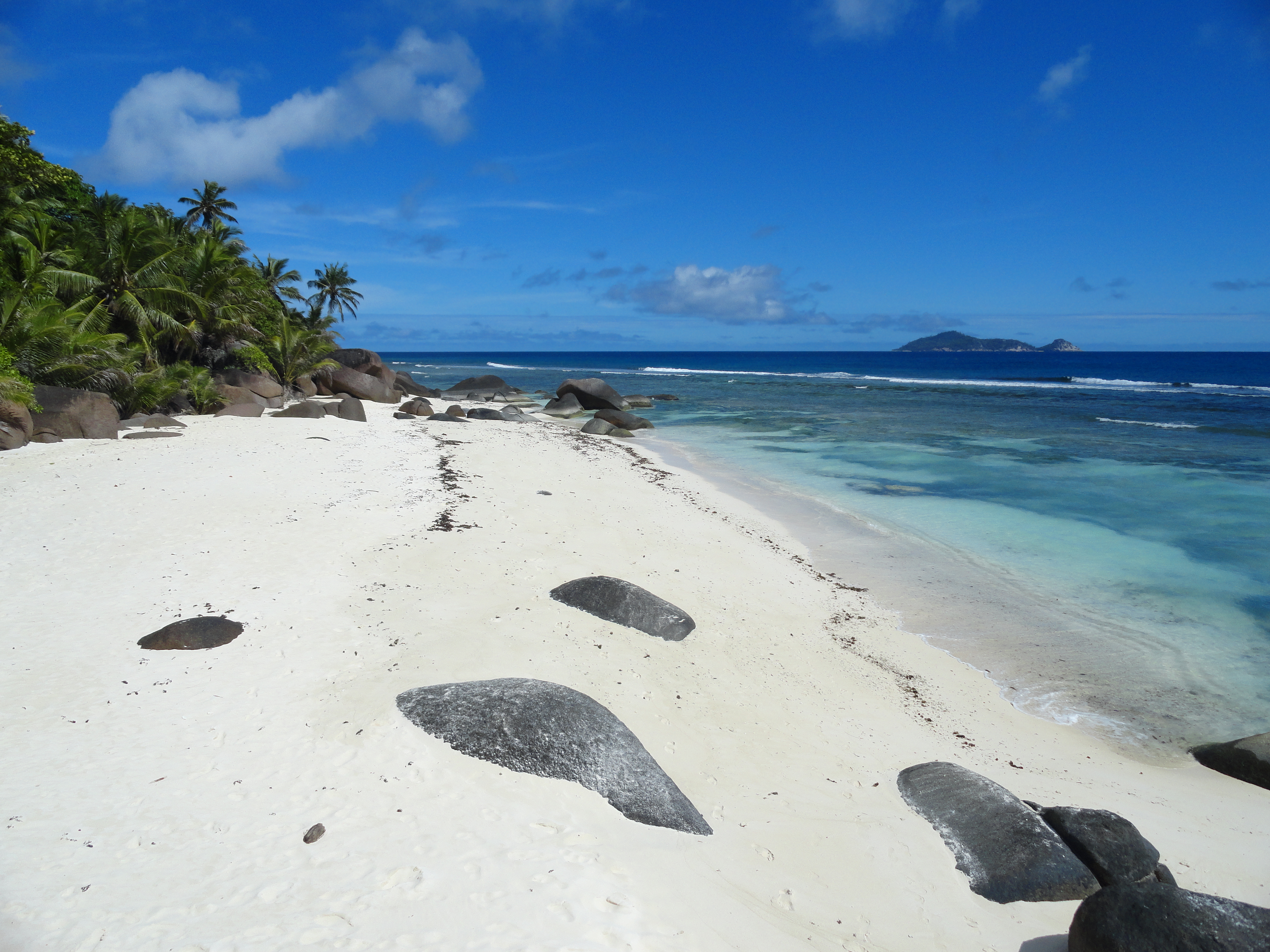
Costa de la isla de Silhouette

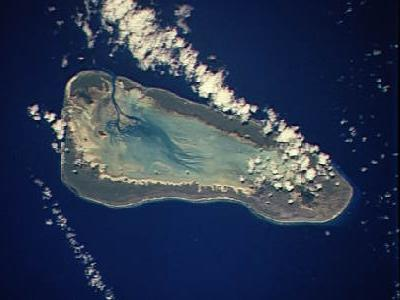
Isla principal del atolón conocido como Grupo de Aldabra

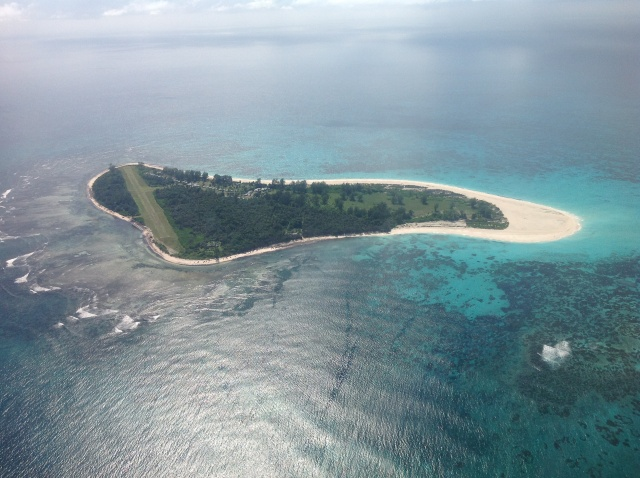
Isla Bird, isla coralina que es un resort privado con 24 bungalows.

- Parque nacional marino de Silhouette, 21,52 km²
- Parque nacional marino de la isla Coco, 0,86 km²
- Parque nacional marino de Santa Ana, 9,65 km², al este de la isla de Mahé, muy cerca de Victoria, la capital. Está formado por ocho islas: Santa Ana (2,27 km²), Cerf (1,27 km²), Cachée (2,2 ha), Round (2,7 ha), Long (23 ha), Moyenne (9,9 ha), Sèche (2 ha) y el islote de Harrison Rock. La pesca está prohibida en la zona del parque.

- Parque nacional marino de Port Launay, 1,63 km², al oeste-noroeste de la isla de Mahé.
- Parque nacional marino de Curieuse, 13,28 km², rodeando la isla Curieuse, al este de la isla de Praslin.
- Parque nacional marino de la bahía de Ternay, 0,87 km², al noroeste de Mahé.
- Parque nacional marino del Grupo Aldabra, 201.235 km², en las Islas Exteriores, a 100 km de Mahé y al norte de Madagascar.
- Parque nacional marino de Amirantes Sur, 1335 km², en las Islas Amirante, un conjunto de islas coralinas y atolones que forman parte del conjunto de islas exteriores del archipiélago de las Seychelles.[7]
- Parque nacional marino de la isla Bird, 106,12 km²
- Parque nacional marino del atolón de Arros en torno a la isla de Arros, 25 km², un cayo del grupo de las islas Amirante.
- Parque nacional marino de los atolones D'Arros a Poivre, 370 km², en el atolón de Poivre, al este de las islas Amirante

## Sitios Ramsar

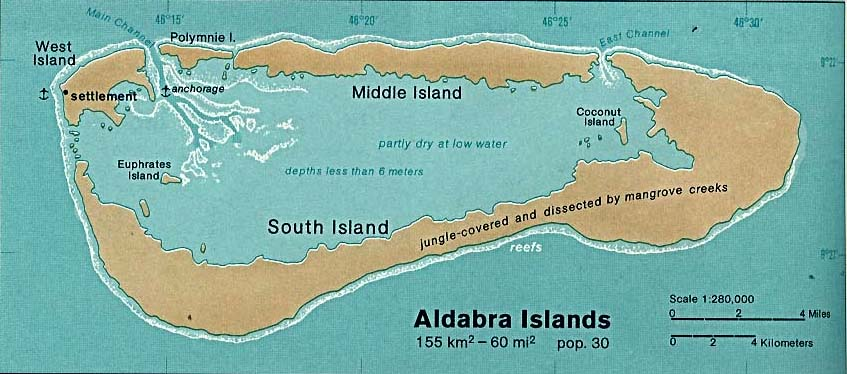
Islas del atolón Aldabra

En la actualidad hay en Seychelles tres sitios Ramsar oficiales que cubren 44.025 ha y uno propuesto, la Plaine Holandaise, de 4 ha.
- Atolón Aldabra, 09°24'S 46°19'59"E, 439 km². Además, patrimonio de la humanidad, en las islas Exteriores. 1150 km al sudoeste de Mahé. Es el mayor atolón de coral del mundo. Comprende siete tipos de humedales, incluyendo aguas marinas poco profundas permanentes, laguna salina costera, praderas marinas submareales y manglares. Alberga especies como la tortuga verde y la tortuga gigante de Aldabra, unas 40 especies endémicas de flora y fauna como el ibis sagrado de Madagascar y dos especies de murciélagos endémicos insectívoros, Chaerephon pusillus y Paratriaenops pauliani. El uso de la tierra es mínimo en esta isla.[8]

- Mare aux Cochons, 04°37'59"S 55°25'E, 1 ha. Es el único humedal de la isla de Mahé y uno de los tres que hay en el interior de las islas en el archipiélago. Juega un papel importante en la ecorregión del océano Índico occidental, con especies como el autillo, la planta endémica Vateriopsis seychellarum  y las ranas Sooglossus sechellensis y Tachycnemis seychellensis o rana arbórea de las Seychelles.[9]

- Humedales costeros de Port Launay, 04°39'26"S 55°24'21"E, 124 ha. Uno de los mejores humedales de manglar de la isla de Mahé, en el noroeste. Aquí se hallan las siete especies de manglar que hay en las islas, además de la palma deckenia Albergan especies de peces como Ophiocara porocephala y panchax dorado, y el murciélago Coleura seychellensis. La población local recoge cocos, pesca pulpos y se practica el turismo, con un hotel resort.[10][11]

## Reservas naturales

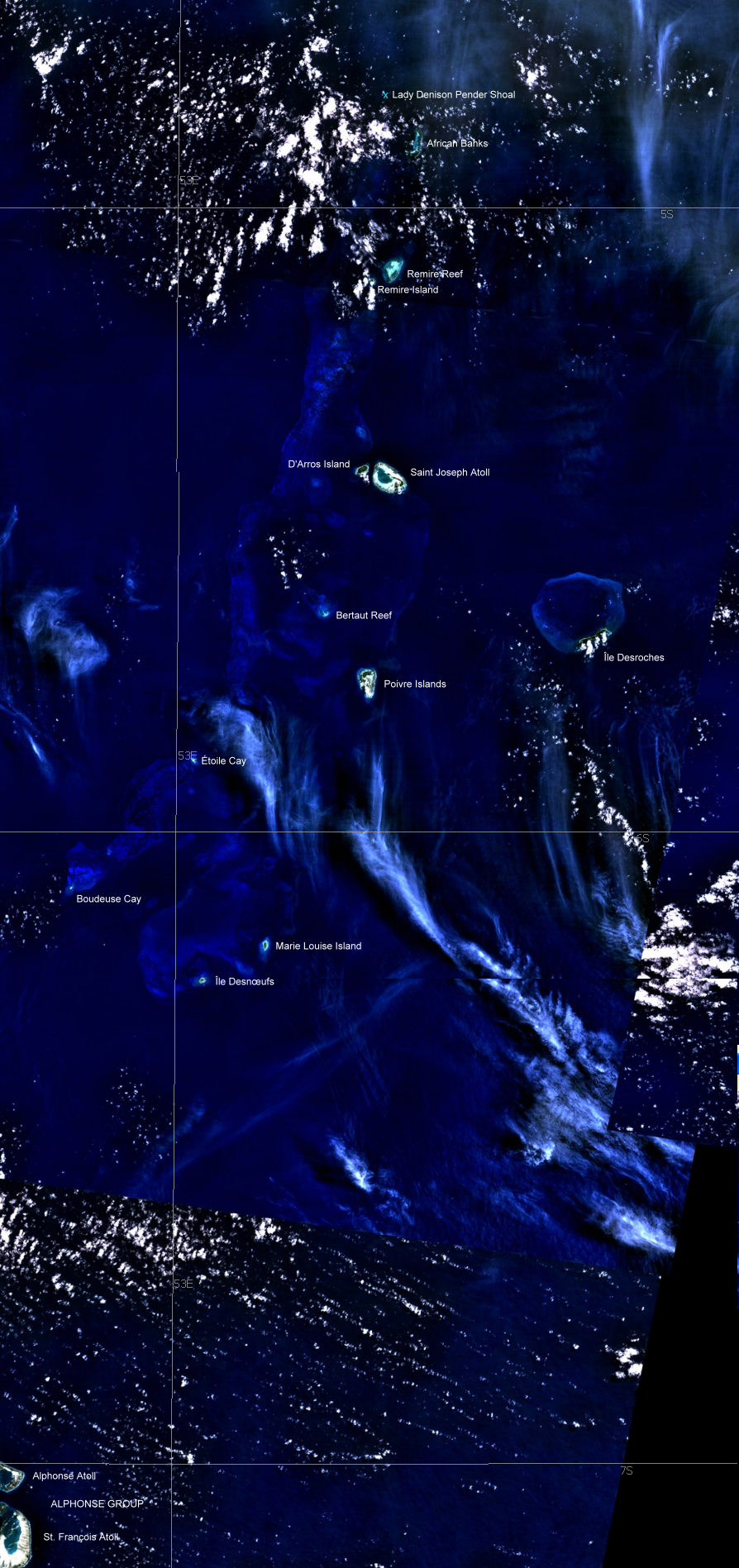
Grupo de islas Amirante, en las islas Exteriores de las Seychelles

- Isla Beacon, 2 ha, también conocida como isla Sèche, a 1,5 km de la isla de Santa Ana y a 7,5 km de Mahé. Rocosa, con una elevación de 30 m. A 2,5 km al sur se encuentra un roquedo granítico llamado Harrison Rocks.[12]
- Isla de las Vacas, 5 ha (o Aux Vaches), conocida por el surf.[13]
- Isla Booby, 2,3 ha. Al norte de Praslin y al sur de la isla de Aride. Es una isla de granito cubierta de una densa vegetación. El nombre le viene del gran número de pájaros bobos o piqueros que anidan en la isla, llamados en inglés boobies.
- Cayo Boudeuse, 2 ha. Islote de arenisca de 4,6 m de altura máxima deshabitado en el extremo occidental de las islas Amirante. Hay una pequeña playa de arena. No hay árboles ni vegetación introducida, así que es uno de los más prístinos de la zona.[14]
- Cayo Etoile, 5 ha. Es el otro cayo, junto con Boudeuse, del grupo Amirante, que comprende 24 islas e islotes a lo largo de 128 km.[15]
- Isla Mamelles, 6 ha. A 14 km al nordeste de Mahé, es una isla deshabitada de granito, de 300 m de longitud y 210 m de anchura. El nombre procede de la forma de la isla, que posee doscolinas que parecen pechos (mamelles en francés). Hay un faro construido en 1911. En 1970 naufragó en la costa el petrolero Ennerdale, que se ha convertido en un lugar de buceo destacado.
- African Banks, 1 ha. Grupo de islas Exteriores al norte de las islas Amirante. A 27 km al norte de la isla de Rémire. Es un pseudo atolón deshabitado, con dos pequeñas islas de arenisca que se reducen progresivamente debido a la erosión. En la isla norte hay un faro automático. Es un IBA (área de importancia para las aves) que alberga una decena de parejas de charrán de Sumatra, más de 5000 de charrán sombrío y entre 2000 y 5900 de charrán pardo. En las playas, hay tortugas verdes y carey, y en el mar hay verdeles, atunes y tiburones.
- Valle de Mai, 20 ha en la isla de Mahé. Patrimonio de la humanidad en la isla de Praslin.[16]
- Isla de King Ross. También llamada isla Lamperiaire, por el nombre del capitán de la goleta Curieuse.

## Reservas especiales
- Atolón Aldabra, 2512 km²

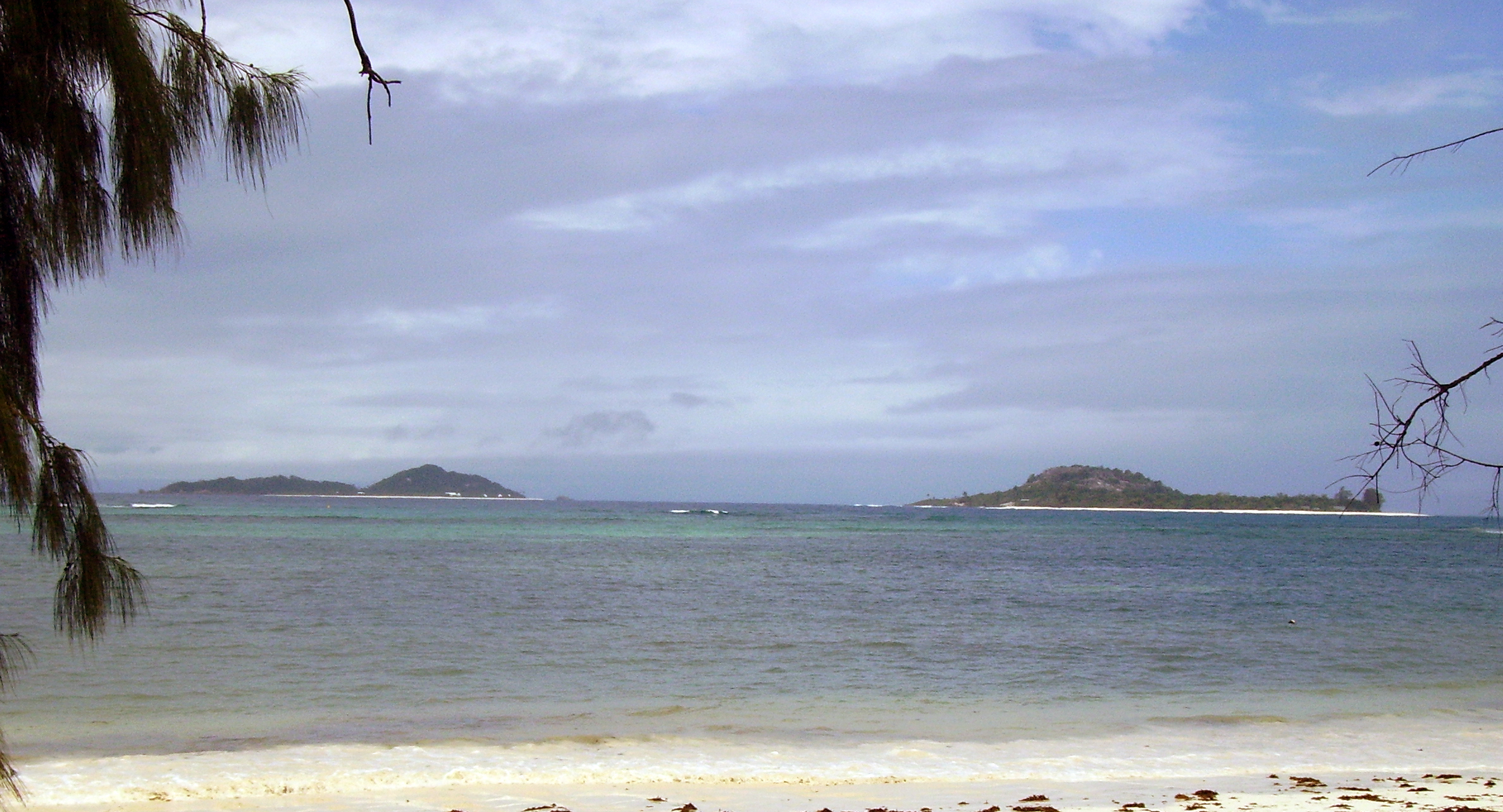
Islas de Cousin, a la derecha, y Cousine, a la izquierda, vistas desde Praslin.

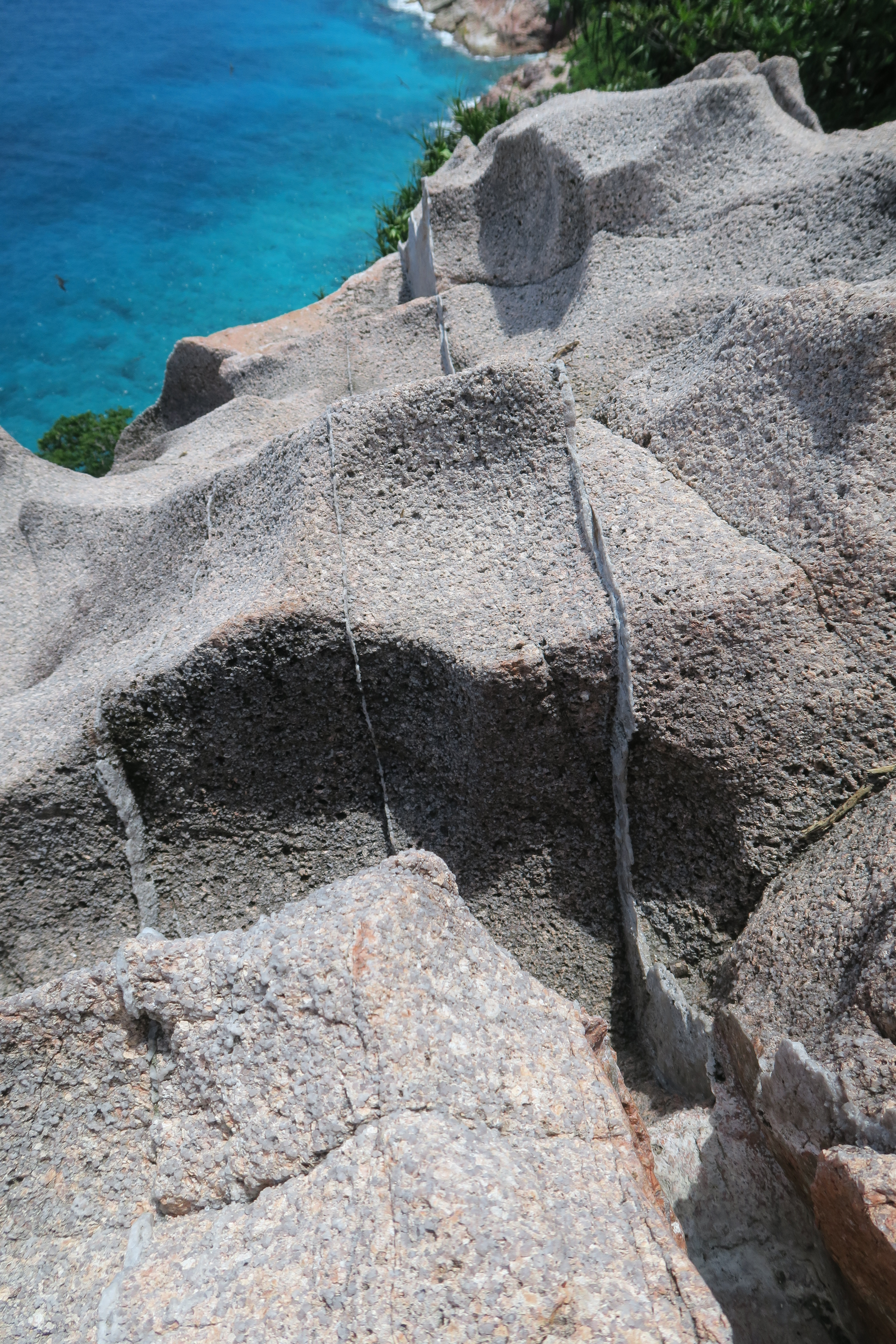
Roca granítica en la isla de Aride

- Isla de Cousin, 4°19′48″S 55°39′48″E, 29 ha y el área marina 1,58 km². Pequeña isla granítica que forma una meseta que alcanza los 69 m de altitud, rodeada por una playa de arena. El sur es rocoso. En la meseta hay un bosque primigenio, hay un área de manglares y tres humedales de agua dulce. La reserva marina, protegida por un arrecife de coral, se extiende unos 400 m en el mar. El bosque en el interior está dominado por Pisonia grandis, Morinda citrifolia y Ochrosia oppositifolia, y en la costa por Casuarina equisetifolia y palmeras cocoteras. Alberga hasta 300.000 aves marinas de siete especies, entre ellas el charrán blanco, el rabijunco común, la tiñosa picofina, la tiñosa común o charrán pardo, el charrán embridado, la pardela de Audubon, al  pardela del Pacífico y la fragata pelágica.[17] No confundir con la vecina isla de Cousine.
- Isla de Aride, 71 ha y el área marina 7,18 km². Es la isla granítica más septentrional de las islas Exteriores de las Seychelles. Reserva nacional gestionada por la Sociedad de Conservación de las Islas.[18] A finales del siglo XIX se plantaron palmeras cocoteras y se inició la producción de copra (la pulpa seca del coco para producir aceite de coco). Hasta 1967, en que el propietario, Paul Chenard, declaró la isla protegida, se estaban recolectando más de doscientos mil huevos de aves acuáticas. Actualmente, anidan en la isla  cerca de 1,25 millones de aves acuáticas, incluida la colonia más grande del mundo de tiñosa picofina y de pardela tropical, y la más grande de las islas de charrán rosado. También hay una colonia enorme de fragatas, aunque no anidan. Entre las especies endémicas de las islas, el carricero de Seychelles, el fodi de Seychelles y el shama de Seychelles, introducidos desde la isla vecina de Cousin. Se han reinstalado la paloma azul de Seychelles y el suimanga de Seychelles.[19]
- Isla de Recif (Aux Recifs en francés), 7,18 km² con la zona marina. Es un pequeño islote de granito plano y rocoso de 13,2 ha en las Islas Exteriores, entre Mahé, La Digue y Fregate.[20]
- Reserva de Veuve, 8 ha. En la isla de La Digue, la cuarta en superficie de las Seychelles, con 10 km². Veuve se encuentra en el centro de la isla. Se considera un paraíso para los observadores de aves.
- Curieuse, 2,86 km²

## Áreas de excepcional belleza natural

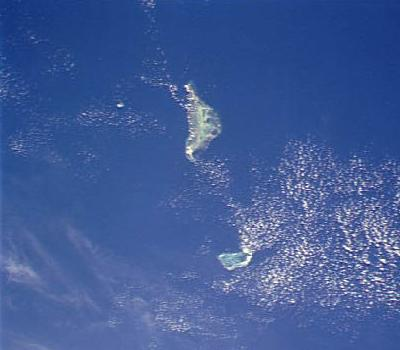
Grupo de atolones Farquhar

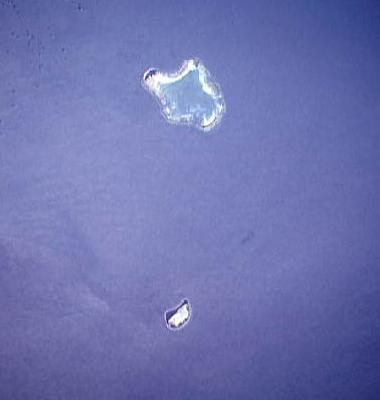
Área de interés paisajístico de Cosmoledo, al norte, y Astove, al sur.

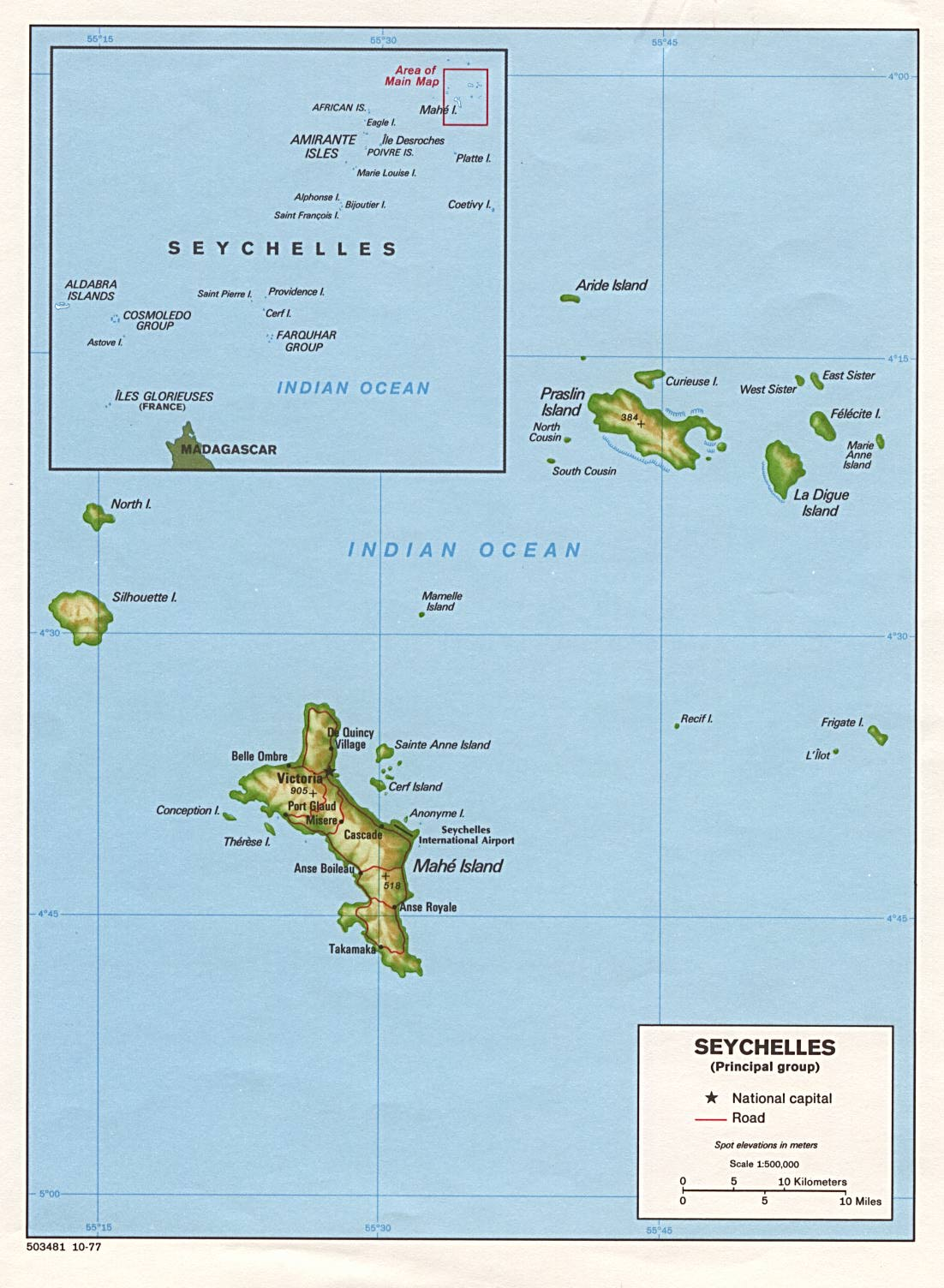
Islas Seychelles y enmarcadas, las islas Exteriores

- Área marina de Amirantes a Fortune Bank. Según la fuente desde 136.717 a 217.588 km². Área que engloba una gran parte de la superficie marina en torno a las islas Seychelles.[21][22]
- Atolón Farquhar, 415 km². En las islas Exteriores a 700 km al sudeste de Mahé. La superficie emergida apenas tiene 11 km², pero el área de los atolones alcanza los 370 km². Está formado por dos atolones, una isla y un arrecife sumergido.[23]
- Área marina del archipiélago Atolón FarquharFarquhar, 14.482 km². En torno a los atolones.
- Atolón de Cosmoledo e isla de Astove, 5321 km². La superficie emergida del atolón de Cosmoledo está formada por una veintena de islotes que ocupan unos 5,2 km², rodeando una laguna de 145 km².[24] La isla de Astove, despoblada, se encuentra a 38 km al sur, es un atolón casi cerrado de 5 km², con una laguna interior de otros casi 5 km². Ambos atolones forman el Grupo de Cosmoledo, que pertenece al Grupo de Aldabra.
- Grupo Alphonse, 215 km². Se encuentra a 400 km al sudoeste de Mahé. Se compone de dos atolones separados por un canal de 3 kilómetros de ancho: al norte está el atolón Alphonse, que sólo tiene una isla, la isla Alphonse, y al sur se encuentra el atolón Saint-François, que tiene dos pequeñas islas, la isla Bijoutier y la isla Saint-François. La superficie emergida es 1,96 km², pero los atolones tienen unos 50 km² de superficie, lagunas incluidas. Sólo la isla Alphonse está habitada por unas 300 personas.
- Isla Denis, 03°48′13″S 55°40′13″E, 31 km². Isla coralina de 1,4 km² a 60 km al norte de Mahé, en el extremo septentrional de Seychelles. Se considera un cayo. Está arbolada con palmeras cocoteras, Calophyllum y Casuarina. Toda la isla pertenece a un resort privado.[25]
- Atolón Desroches, 333 km². La mayor del grupo de las islas Amirante. A 230 km al sudoeste de Mahé, es la única porción emergida de un atolón de 21 kilómetros de diámetro.[26]
- Atolón Poivre, 05°46′S 53°19′E, a 258 km de Mahé.